# Sven Lundblad
Sven Lundblad, född 30 oktober 1776 i Skara socken, död 29 april 1837 på Brunsbo biskopsgård, var en svensk teolog, professor, riksdagsman och biskop. Han var svärfar till Johan Albert Butsch.

## Biografi
Lundblads föräldrar var fattiga torpare. Han kom 1789 till Skara skola och tog där namnet Lundblad efter en farbror, prosten Gustaf Lundblad i Grevbäck. En dag då han bar mat till sin far, som arbetade vid Brunsbo biskopsgård, ropade biskopen till sig honom, gav honom öl att dricka och yttrade skämtsamt: "Sådant öl skall du hava, när du blir biskop på Brunsbo". Biskopen var Thure Weidman och Lundblad blev med tiden hans efterträdare.
År 1799 blev Lundblad student vid Uppsala universitet, 1803 filosofie magister, 1804 teologie kandidat och 1806 docent i exegetik. Han utnämndes 1808 till extra ordinarie teologie adjunkt och avlade 1810 teologie licentiatexamen. År 1813 blev han ordinarie adjunkt, 1814 professor kalsenianus, 1818 (vid kröningen) teologie doktor och 1827 utnämndes han till förste teologie professor och domprost i Uppsala samt 1829 till biskop över Skara stift.
Lundblad satt i prästeståndet vid 1823 och 1828–1830 års riksdagar samt ansågs vid riksdagen 1834–1835 vara den jämförelsevis mest frisinnade biskopen. Han var korresponderande ledamot av Kungl. Samfundet för utgivande av handskrifter rörande Skandinaviens historia samt ledamot av Det Kongelige Nordiske Oldskriftselskab i Köpenhamn. Under sin akademiska läraretid var han en mycket anlitad kollegiegivare och utgav Christna religionens hufvudläror (1825; andra upplagan 1826; tysk översättning 1831). Med Sven Lundblads episkopat nådde det swedenborgska inflytandet över kyrkan sin kulmen.